# HP-67/-97

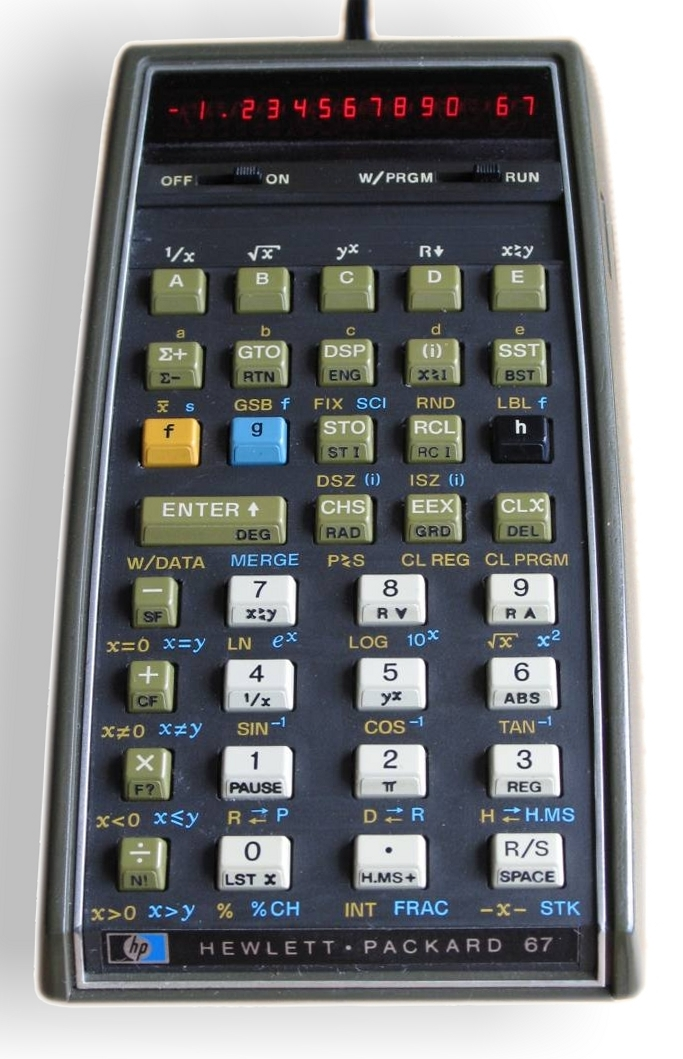
Ein Rechner des Typs HP-67 mit Zweit- und Drittfunktionen vor den Tasten, an der rechten Seitenfläche der Schlitz des Magnetkartenlesers

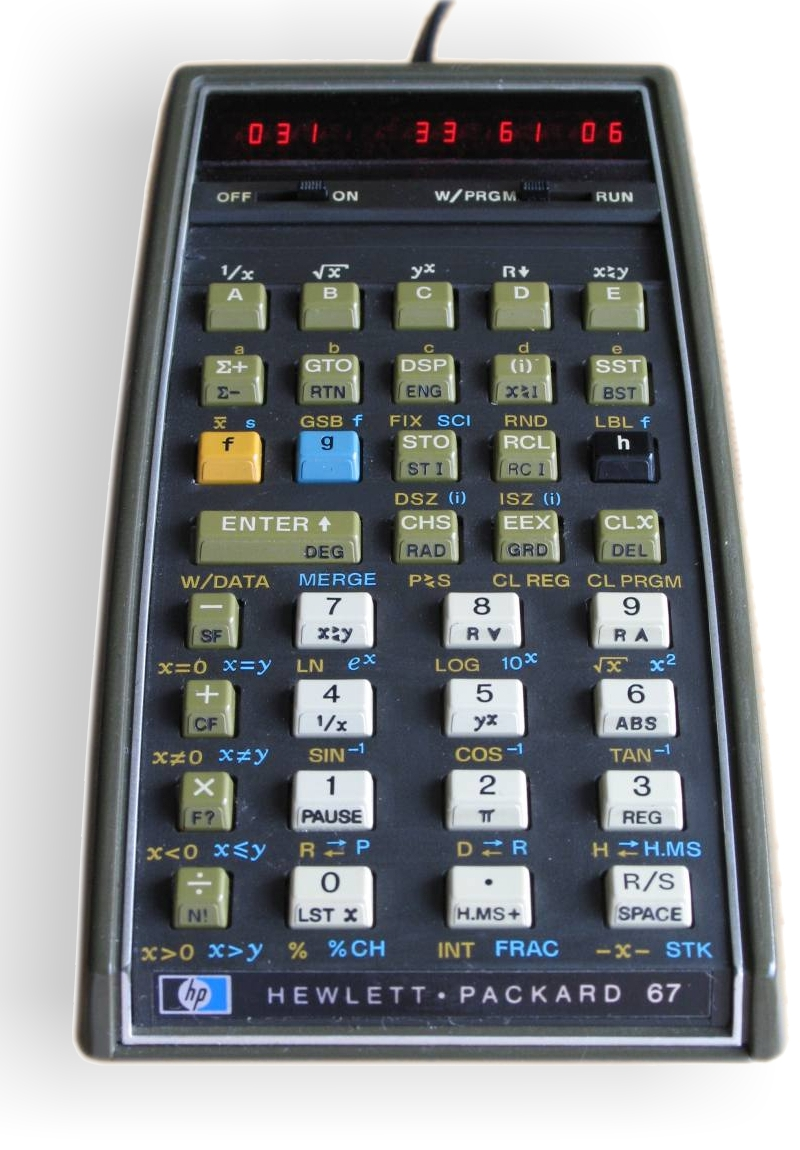
HP-67 im Programmiermodus, der angezeigte Befehl ist

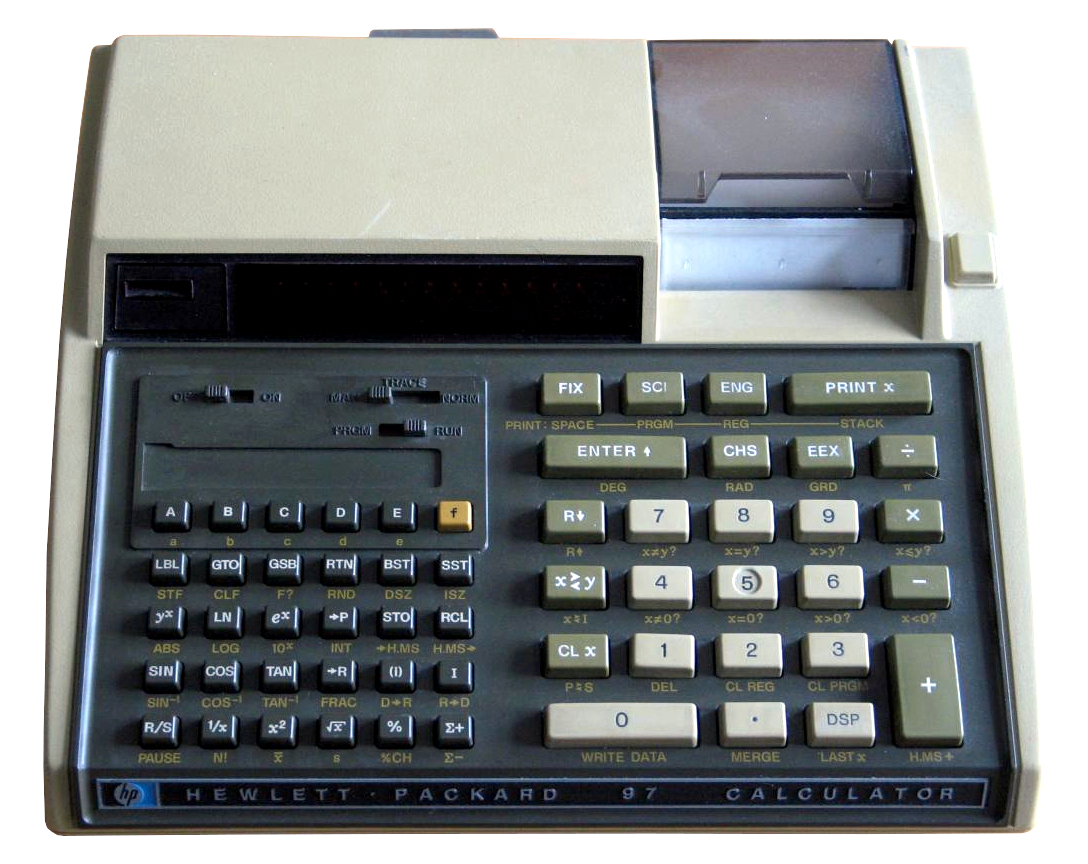
Ein HP-97, auf der Rückseite das Ende der Diebstahlsicherungslasche

Der HP-67 war ein programmierbarer Taschenrechner von Hewlett-Packard. Er erschien 1976 gleichzeitig mit dem funktionell identischen Tischrechner HP-97, der zusätzlich einen integrierten Thermodrucker hatte. Die Modelle erweiterten die Produktpalette des Herstellers nach oben und richteten sich an erfahrene bzw. anspruchsvolle Benutzer aus Wissenschaft und Technik. Unter Verwendung der Technologie der Rechner der „Zwanziger“-Serie lösten sie den HP-65 ab und erweiterten dessen Funktionsumfang erheblich. Als Eingabemethode verwendeten die Rechner die umgekehrte polnische Notation (UPN).

## Funktionen

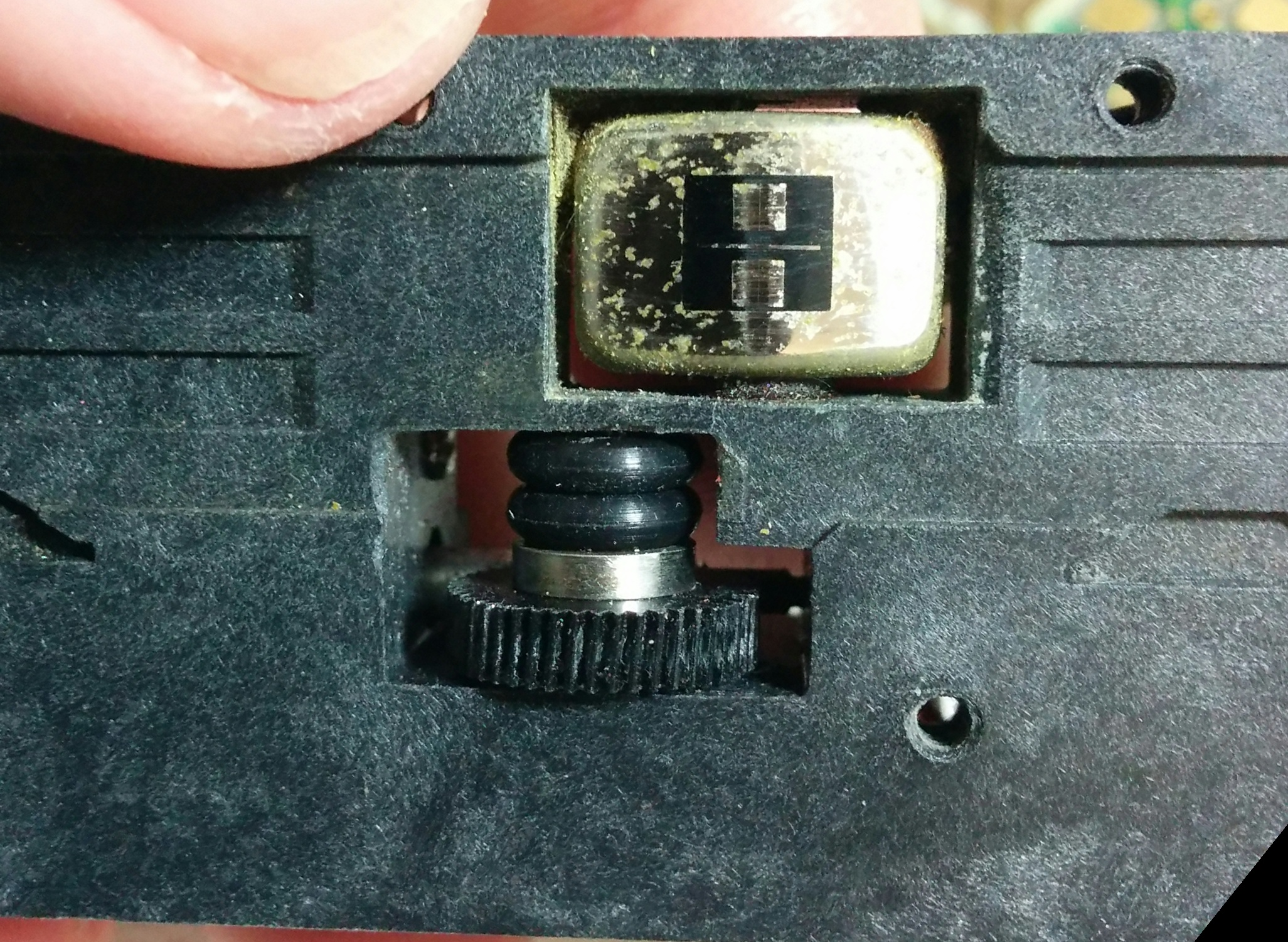
Der magnetische Schreib-/Lesekopf (oben) des HP-67 sowie ein Teil der Transportmechanik (Gummi-Andruckrollen und Zahnrad) des integrierten Magnetkartenlesers, zerlegt für den Wechsel der Andruckrollen

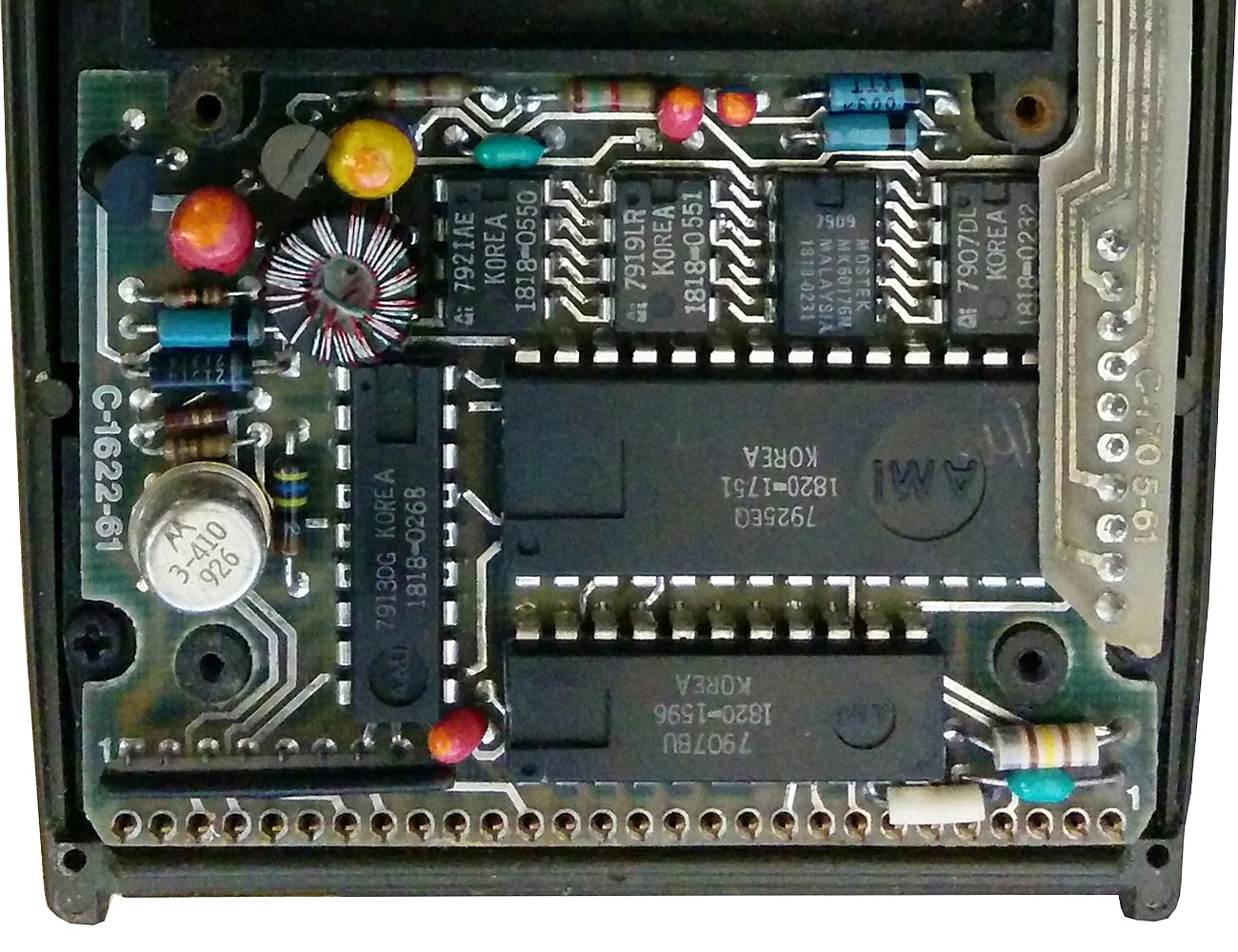
Hauptplatine des HP-67, die am unteren Ende des Gehäuses sitzt und nur etwa ein Drittel der Gerätelänge einnimmt

Die beiden Modelle verfügten über einen vollständigen Satz technisch-wissenschaftlicher, statistischer und mathematischer Funktionen, indizierte Adressierung, einen eingebauten Kartenleser, Unterprogramme (3 Ebenen), 20 Labels, verbesserte Bearbeitung von Programmen (durch BST), 8 Vergleichsfunktionen, 4 Flags sowie erweiterte Index- und Schleifenkontrollbefehle. Die Tasten sind vierfach belegt, wobei sich im Unterschied zu den meisten anderen Modellen der Aufdruck der Zweit- und Drittfunktion vor der Taste befindet.
Der HP-67/97 verwendete 8 Bit breite Befehlswörter zur Speicherung der Programmanweisungen (HP-65:  6 bit). Dies ermöglichte durch die 256 möglichen Kombinationen, auch aus mehreren Tastenbetätigungen bestehende Befehle in einem einzigen Programmschritt zu speichern („fully merged keycodes“). Insgesamt standen 224 Programmschritte zur Verfügung, gegenüber nur 100 beim HP-65, was in der Praxis die drei- bis vierfache Kapazität bedeutete.
Der Datenspeicher umfasste daneben 26 Register, von denen sich aber immer nur 16 im vollständigen Zugriff befanden. Die ersten 10 Datenspeicher (Nummer 0…9) werden als Primärregister bezeichnet; ein zweiter Zehnerblock (Nummer 10…19) steht als Sekundärregister zur Verfügung, auf den der Zugriff aber nur über indirekte Adressierung möglich ist. Die beiden Blöcke können vertauscht werden, die Daten des jeweils inaktiven Registersatzes bleiben dabei erhalten. Intern geschieht dies über zwei Zeiger auf die Registersätze. Die verbleibenden sechs Register A…E und das Indexregister I entsprechen den Nummern 20…25. Über die indizierte Adressierung lassen sich alle 26 Register, auch mit Speicherarithmetik, ohne Umschaltung ansprechen. Die Sekundärregister wurden auch für die Datenakkumulation der Statistikfunktionen genutzt.
Der Speicher ist flüchtig, so dass alle Speicherinhalte beim Ausschalten verloren gehen. Daten und Rechnereinstellungen lassen sich auf Magnetkarten speichern, wobei sich beim Einlesen Daten oder Programmteile verschiedener Karten kombinieren lassen. Auch das automatische Nachladen neuer Programmteile ist mit der Funktion MERGE möglich, daher lassen sich Programme ausführen, die größer sind als der Speicher des Rechners. Das Format der Magnetkarten wurde für den HP-41C beibehalten; der 41 emuliert mit dem im Kartenleser befindlichen ROM die Hardware des HP-67, so dass sich Programme des HP-67/-97 zumeist problemlos ausführen lassen, obwohl die Maschinen nicht binärkompatibel zueinander sind.
Die LED-Anzeige ist 15-stellig, dabei wird eine eigene Stelle für den Dezimalpunkt verwendet.
Die Stromversorgung erfolgt beim HP-67 durch ein (verschweißtes) Paket aus drei Nickel-Cadmium-Akkumulatoren der Größe AA, die sich in einem Fach an der Unterseite befinden und im Rechner geladen werden.
Für diese Rechner entwickelte HP einen neuen, kombinierten ROM/RAM-Chip, der neben 1024 10 bit breiten Befehlsworten ROM auch 16 Register zu je 56 bit RAM enthielt. Jeder Rechner enthielt vier dieser Chips, insgesamt also 4 KiW ROM und 448 Byte RAM.
Ebenso stellte HP eine umfassende Programmbibliothek vor, darunter für die Vermessung, medizinische, elektrotechnische und ingenieurwissenschaftliche Anwendungen, und zahlreiche weitere, die für spätere Modelle angepasst und verbessert wurden.
Der HP-67 kostete bei Erscheinen 450 US-Dollar, nach heutiger Kaufkraft ca. 2.100 US-Dollar. Die Produktion endete 1982.

## HP-97
Das Tischmodell HP-97 verfügte über eine erheblich größere Tastatur, daher war lediglich eine Zweitfunktionstaste erforderlich, um dieselben Funktionen wie beim HP-67 bereitzustellen. Die Rechner sind binärkompatibel, so dass Programme von denselben Magnetkarten gelesen werden können; die Umsetzung auf die zwischen den Modellen unterschiedlichen Tastaturcodes erfolgt in der Firmware des Rechners. Die Druckbefehle des HP-97 wurden dabei in sinngemäß äquivalente Anzeigen des HP-67 umgesetzt. Der HP-97 verfügt über ein deutlich größeres Akkupaket aus vier Zellen Größe C (900 mAh) in einem Fach an der Unterseite und ein Netzteil 8 V~, 3 VA.
Ein erweitertes Modell, der HP-97S, verfügte über eine Parallelschnittstelle zur Steuerung externer Hardware.
Der HP-97 kostete bei Erscheinen 1976 rund 750 US-Dollar, nach heutiger Kaufkraft ca. 3.600 US-Dollar. Er wurde bis 1984 hergestellt.

Dem ähnlichen Tischmodell HP-91 fehlte die Programmierbarkeit.

## HP-95C
Vom Gehäuse und der Elektronik her entsprach der HP-95C dem HP-97. Allerdings wurde er mit einem Permanentspeicher ausgerüstet und verlor im Gegenzug den Kartenleser. Nachdem HP Prototypen hergestellt hatte und die Einführung für 1977 plante, entschied man sich später, das Modell nicht auf den Markt zu bringen, da der HP-95 preislich wohl zu nahe am HP-97 gelegen hätte (einen offiziellen Preis gab es nie). Von den hergestellten Prototypen des HP-95C sind daher nur ein paar Fotos und das Handbuch erhalten. Als technische Besonderheit bot der HP-95C eine andere Aufteilung des Programmspeichers, so wie sie später im HP-41C realisiert wurde. Mit den Labels A-D wurde der Code in abgetrenntem Speicher ausgeführt, deren Zeilennummerierung jeweils mit 1 begann. Mit 200 Programmzeilen und 17 Datenregistern war er etwas weniger umfangreich ausgerüstet als der HP-97.

## Vergleich
Die Rechner erhielten mit dem HP-41C ihren Nachfolger 1979 mit LC-Anzeige. Im Vergleich mit den Leistungen stellte der TI-59 die einzige Konkurrenz dar, wobei sich zum ein Jahr nach den HP-Modellen erschienenen TI-59 bei größerem Speicher und höherer Verarbeitungsgeschwindigkeit ein separater Drucker und kleine wechselbare ROM-Module mit Software kaufen ließen.
Letztendlich behielt HP allerdings wegen der höheren mathematischen Genauigkeit und der mechanischen Haltbarkeit der Geräte vor allem bei den Ingenieuren seine hohe Akzeptanz.

## Simulation
Für iPhone und iPad sind Simulationen dieser beiden Rechner (und viele andere mehr) erhältlich. Mit Ausnahmen sind diese Simulatoren über den App Store meist gratis. Beim HP-67/97 wurden u. a. die Programmschritte auf max. 999 erweitert. (Für Details siehe Weblink unten)